# 스칼렝게
스칼렝게(Scalenghe)는 이탈리아 피에몬테주 토리노 광역시에 있는 코무네로, 토리노에서 남서쪽으로 약 25 킬로미터 (16 mi) 떨어져 있으며, 노네, 피네롤로, 아이라스카, 피시나, 카스타뇰레 피에몬테, 부리아스코 및 체르체나스코 자치단체와 접해 있다.

## 자매 도시
스칼렝게는 아르헨티나 빌라와 벨라루스 젤로빈과 자매 도시 관계를 맺고 있다.